# Теодора Ганчева
Теодора Савова Ганчева е българска поетеса и детска писателка.

## Биография
Родена е в София на 9 юни 1935 година в семейството на композитора и поет Сава Ганчев. Сестра на писателя Ганчо Савов, съпруга на известния музикален деец и диригент Ивелин Димитров, майка на хореографа и режисьор в Музикалния театър Светлин Ивелинов.
Завършва музикознание и пеене в Държавната музикална академия „Л. Пипков“. Живее продължително в Дряново и творчеството ѝ е свързано с този град.
Секретар на Националната фондация „Първомайстор Колю Фичето“. Член на СБП, член на Международния ПЕН клуб, председател на българската секция на Международния съвет за детска книга BBU.
Носителка е на национални и международни литературни награди, включително орден „Кирил и Методий“ I степен. Почива на 28 февруари 2015 г.

## Награди
- Награда за поезия от Седмицата на детската книга и изкуства за деца[3]
- Международна награда на ОИРТ за детския радиомюзикъл „Ден на чудесата“ (1985)[3]
- Международна награда от Болоня, Италия, за „Чадъра на мама“ (1988)[3]
- Първа награда в Националния конкурс „Поезия и песен на Балкана“ (1989)[3]
- Национална награда „Рачо Стоянов“ – за цялостно творчество (1994)[3]
- Орден „Кирил и Методий“ – I степен[3]